# جرائم الحرب الأمريكية
جرائم الحرب الأمريكية هي انتهاكات لقوانين وأعراف الحرب التي ارتكبتها القوات المسلحة الأمريكية بعد توقيع اتفاقيتي لاهاي لعامي 1899 و1907 وتوقيع اتفاقيات جنيف، وقد شملت هذه الانتهاكات الإعدام بإجراءات موجزة للمقاتلين الأسرى من الأعداء، وإساءة معاملة السجناء أثناء الاستجواب، واستخدام التعذيب، واستخدام العنف ضد المدنيين وغير المقاتلين.
يمكن مقاضاة مرتكبي جرائم الحرب في الولايات المتحدة من خلال قانون جرائم الحرب لعام 1996 ومن خلال مواد مختلفة من القانون الموحد للقضاء العسكري. بيد أن الحكومة الاتحادية للولايات المتحدة تعارض بشدة معاهدة المحكمة الجنائية الدولية، محتجة بأن المحكمة تفتقر إلى الضوابط والتوازنات، وبالتالي فهي لا تقبل اختصاص المحكمة الجنائية الدولية على رعاياها.

## التعريف
تُعرَّف جرائم الحرب بأنها أفعال تنتهك قوانين وأعراف الحرب التي أرستها اتفاقيتا لاهاي لعامي 1899 و1907، أو أفعال تشكل انتهاكات خطيرة لاتفاقيات جنيف و‌البروتوكول الإضافي الأول و‌البروتوكول الإضافي الثاني. توسع اتفاقية جنيف الرابعة لعام 1949 نطاق حماية المدنيين وأسرى الحرب أثناء الاحتلال العسكري، حتى في حالة عدم وجود مقاومة مسلحة، لفترة سنة واحدة بعد انتهاء الأعمال العدائية، على الرغم من أنه ينبغي أن تلتزم السلطة القائمة بالاحتلال بعدة أحكام من الاتفاقية طالما "تمارس هذه السلطة وظائف الحكومة في تلك الأراضي".

### جرائم في الحرب الأمريكية الفلبينية
أجرى التحقيق لجنة التحقيق بالكونغرس في جرائم الحرب العسكرية في الفلبين. حيث قُتل ما يقرب من مليون و500 ألف مدني.

### الحرب العالمية الثانية.
القصف الجوي على المدن
حيث استخدم الحلفاء ودول المحور القصف الجوي على المدن والمدنيين طريقة للانتصار في الحرب. مما خلف حوالي 2.5 مليون قتيل مدني قُتلوا تحت القصف الجوي الأمريكي والبريطاني.
- مثال ذلك قصف مدينة دريسدن الذي خلف 25 ألف قتيل وبرلين الذي خلف 800 ألف قتيل بألمانيا.
- قصف مدينتي هيروشيما وناجازاكي باليابان. حيث تم قصف المدينتين بقنبلتين نوويتين لإرغام دول المحور على الاستسلام.

قتل أسرى الحرب كما حدث في مجزرة كانيكاتي بإيطاليا على يد العقيد جوزيف مكافري.
- مجزرة داتشاوي في ألمانيا.
- مجزرة بيسكاري بإيطاليا.
- عملية "teardrop" حيث تم قتل 8 بحارة ألمان بعد القبض عليهم وكانوا قد نجوا من غرق سفينة ألمانية.
- مجزرة أودوفيل-لا-هوبيرت بفرنسا، حيث تم قتل 80 جندي ألماني أسيرا.
- مجزرة ساحل أوماها بفرنسا حيث تم قتل 64 ألماني أسرى.

وهناك العديد من جرائم الحرب في قتل الأسرى وقعت في ألمانيا واليابان لم يتم التحقق فيها وقد أكدها باحثون مثل كتاب «يوم المعركة» لريك أتكينسون، وكتاب «معركة نروماندي دي-داي» لأنتوني بيفر،
المؤرخ الأمريكي جيمس وينجارتنر أرجع القلة الشديدة لأسرى الحرب اليابانيين لدى الولايات المتحدة في الحرب العالمية الثانية لعاملين أساسيين: 1) مقاومة اليابانيين الشديدة للاستسلام' 2) اقتناع أمريكي منتشر لدى الجنود أن اليابانيين عبارة عن "حيوانات" أو "غير آدميين" بما لا يعطيهم حق المعاملة بقوانين حماية أسرى الحرب. المؤرخ فيرجيوسن أكد العامل الثاني بأن "قوات الحلفاء كانت تنظر لليابانيين كما كان النازيون ينظرون إلى خصومهم خاصة الروس أنهم "Untermenschen" أي "غير آدميين".
الاغتصاب
هناك ادعاء بأن القوات الأمريكية اغتصبت النساء بعد معركة أوكيناوا باليابان سنة 1945. وهناك 1336 حالة اغتصاب تم التبليغ عنها في العشرة أيام الأولى لاحتلال ولاية كاناجاوا بعد استسلام اليابانيين فيها.

### الحرب الكورية
حيث قامت وحدة برية وطائرات عسكرية أمريكية بقتل ما بين 300 إلى 400 مدني في الأيام ما بين 26 إلى 29 يوليو 1950. أغلبهم نساء وأطفال وشيوخ في قرية نوجن-ري بكوريا الجنوبية. لم يتم التعرف على أغلب القتلى والمفقودين حتى اليوم.

### الحرب الفيتنامية
بلغت أعداد جرائم الحرب الموثقة لدى البنتاجون 360 حادثة. ليس من ضمنها مجزرة ماي-لاي، والتي راح ضحيتها 347-504 مدني في فيتنام الجنوبية، أغلبهم نساء وأطفال في 16 مارس 1968. ومن ضمن جرائم الحرب الأمريكية في فيتنام استخدام الرش الكيماوي لتدمير وحرق وإتلاف البشر والحقول والقرى، مثل الرش البرتقالي والأزرق والأخضر.
مثال لك عملية رانش-هاند والتي وقعت سنة 1962 واستمر تأثيرها حتى 1971. وكانت فيتنام قد ادعت سنة 1995 أن عدد القتلى في الحرب بلغ 5 مليون، 4 ملايين منهم مدنيين عُزّل. في حين كان وزير الدفاع حينما ماكنامارا قال في لقاء متلفز لاحقا أن عدد القتلى 3 مليون 400 ألف.

### قصف يوغوسلافيا
أدانت منظمة العفو الدولية القصف الجوي الذي قامت به قوات الناتو بدعم أمريكي سنة 1999 حيث خلف القصف على الأقل 400 مدني وعلى الأكثر 5000 مدني قتيل. في حين قالت منظمة هيومن رايتس ووتش أن الحادثة ليست جريمة حرب وإنما مجرد انتهاك للقوانين الإنسانية الدولية.

### فترة «الحرب على الإرهاب» - مستمرة
حيث ظهرت العديد من جرائم الحرب على يد القوات الأمريكية في حق المدنيين في العراق وباكستان وأفغانستان واليمن والصومال، في صور قصف جوي ضد مدنيين عُزل أو اغتصاب النساء والرجال أو قتل أسرى حرب أو تعذيبهم وانتهاك آدميتهم أو إبادة جماعية أو استخدام أسلحة محرمة دوليا. حيث قامت منظمة هيومن رايتس ووتش بالادعاء
في 2005 أن «مسؤولية القيادة» قد تجعل كبار المسؤولين مع إدارة بوش مذنبين بجرائم حرب، سواء أكان ذلك بعلمهم أو كان بأشخاص تحت مسؤوليتهم. ولم يتم حتى الآن إجراء تحقيق عالي المستوى في الجرائم التي ارتكبتها القوات الأمريكية في فترة ما يُسمى «الحرب على الإرهاب» بداية من 2001 إلى اليوم.

### جرائم الحرب على العراق
قدرت بعض الجهات أن قتلى العراق على سبيل المثال بلغ مليوني مدني منذ بداية الحرب في 2003 وجريمه سجن أبو غريب.

## تاريخ

### الحرب الفلبينية الأمريكية
بعد انتهاء الحرب الإسبانية الأمريكية في عام 1898، تخلت إسبانيا عن الفلبين للولايات المتحدة كجزء من التسوية السلمية. وقد أثار ذلك صراعا دام أكثر من عقد بين القوات المسلحة للولايات المتحدة وجمهورية الفلبين الأولى الثورية بقيادة الرئيس إميليو أغينالدو.

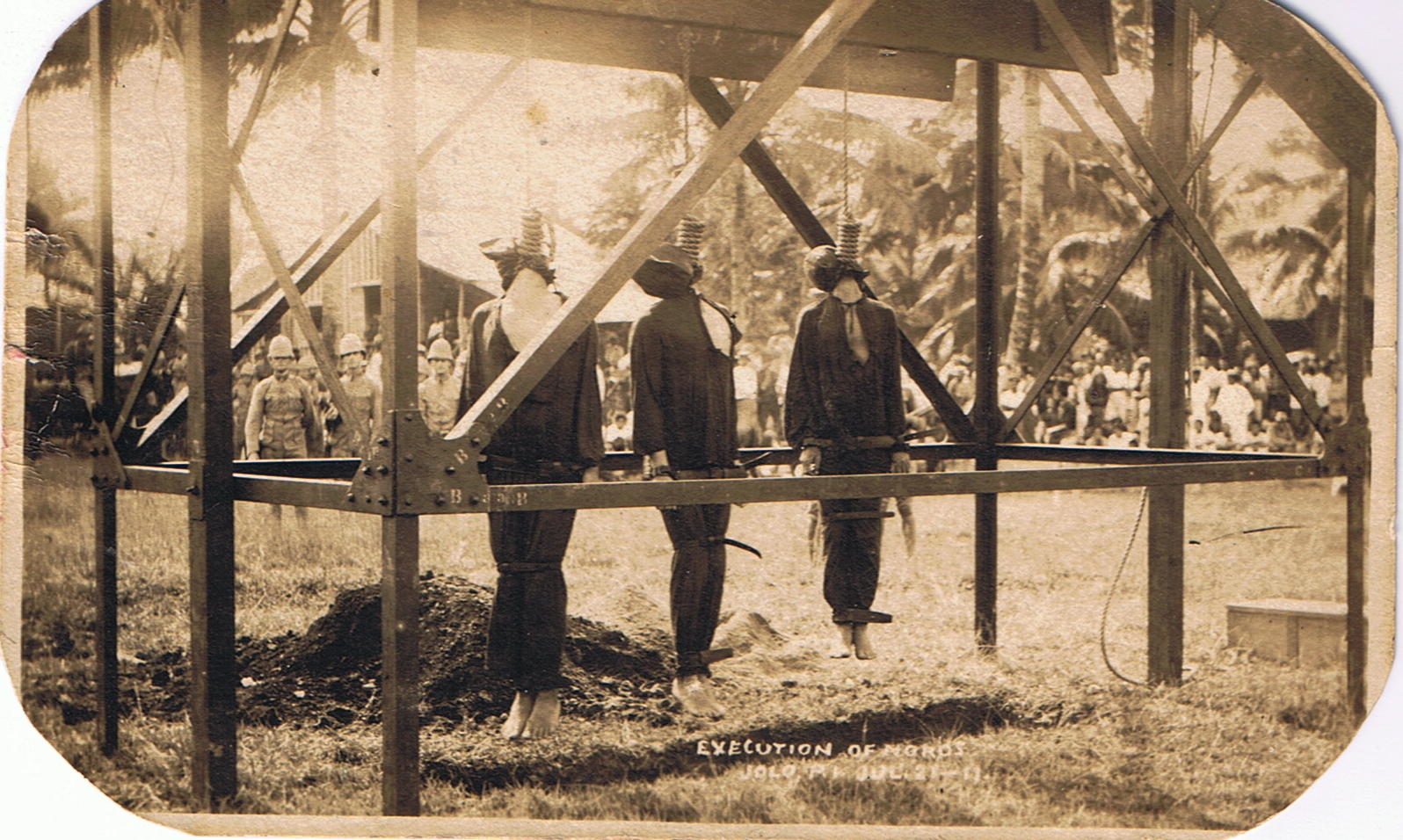
رسم توضيحي يصور إعدام ثوار مورو على بطاقة بريدية تذكارية.

جرائم الحرب التي ارتكبها جيش الولايات المتحدة في الفلبين تشمل المسيرة عبر سامار، والتي أدت إلى المحاكمة العسكرية والتقاعد القسري للعميد جيكوب سميث. أوعز سميث إلى الرائد ليتلتون والر، قائد كتيبة من 315 من مشاة البحرية الأمريكية تم تعيينهم لتعزيز قواته في سامار، فيما يتعلق بإجراء التهدئة، حيث ذكر ما يلي:
وبما أنه كان الاعتقاد الشائع بين الأميركيين الذين يخدمون في الفلبين أن الذكور الأصليين ولدوا بسكاكين بولو في أيديهم، سأل الرائد ليتلتون "توني" والر:
"عشر سنوات"، أجاب سميث.
"هل الأشخاص الذين يبلغون من العمر عشر سنوات أو أكثر هم الأشخاص الذين يعتبرون قادرين على حمل السلاح؟"
تلت ذلك مذبحة مستمرة وواسعة النطاق للمدنيين الفلبينيين، تم قطع جميع المواد الغذائية والتجارة إلى سامار، بنية تجويع الثوار والسكان المدنيين إلى الخضوع. تضمنت استراتيجية سميث على سامار تدمير واسع النطاق للأراضي والمدن لإجبار السكان على التوقف عن دعم المغاوير واللجوء إلى الأميركيين خوفا من المجاعة. واستخدم قواته في عمليات مسح المناطق الداخلية بحثاً عن عصابات حرب العصابات وفي محاولات للقبض على الجنرال الفلبيني فيسنتي لوكبان، لكنه لم يفعل شيئاً لمنع الاتصال بين العصابات والسكان المحليين. زحفت طوابير أمريكية عبر الجزيرة مدمرة المنازل ومطلقة النار على الناس وحيوانات الجر. ولن نعرف أبداً العدد الدقيق للمدنيين الفلبينيين الذين قتلتهم القوات الأميركية. ذكر ليتلتون والر، في تقرير، أنه على مدى فترة أحد عشر يومًا، أحرق رجاله 255 مسكنًا، وأطلقوا النار على 13 من الجواميس، وقتلوا 39 شخصًا. أظهر بحث مستفيض أجراه كاتب بريطاني في التسعينيات أن الرقم حوالي 2500 قتيل؛ ويعتقد المؤرخون الفلبينيون أنه حوالي 50,000. ونتيجة لأمره في سمر، أصبح سميث معروفًا باسم "سميث عواء البرية".

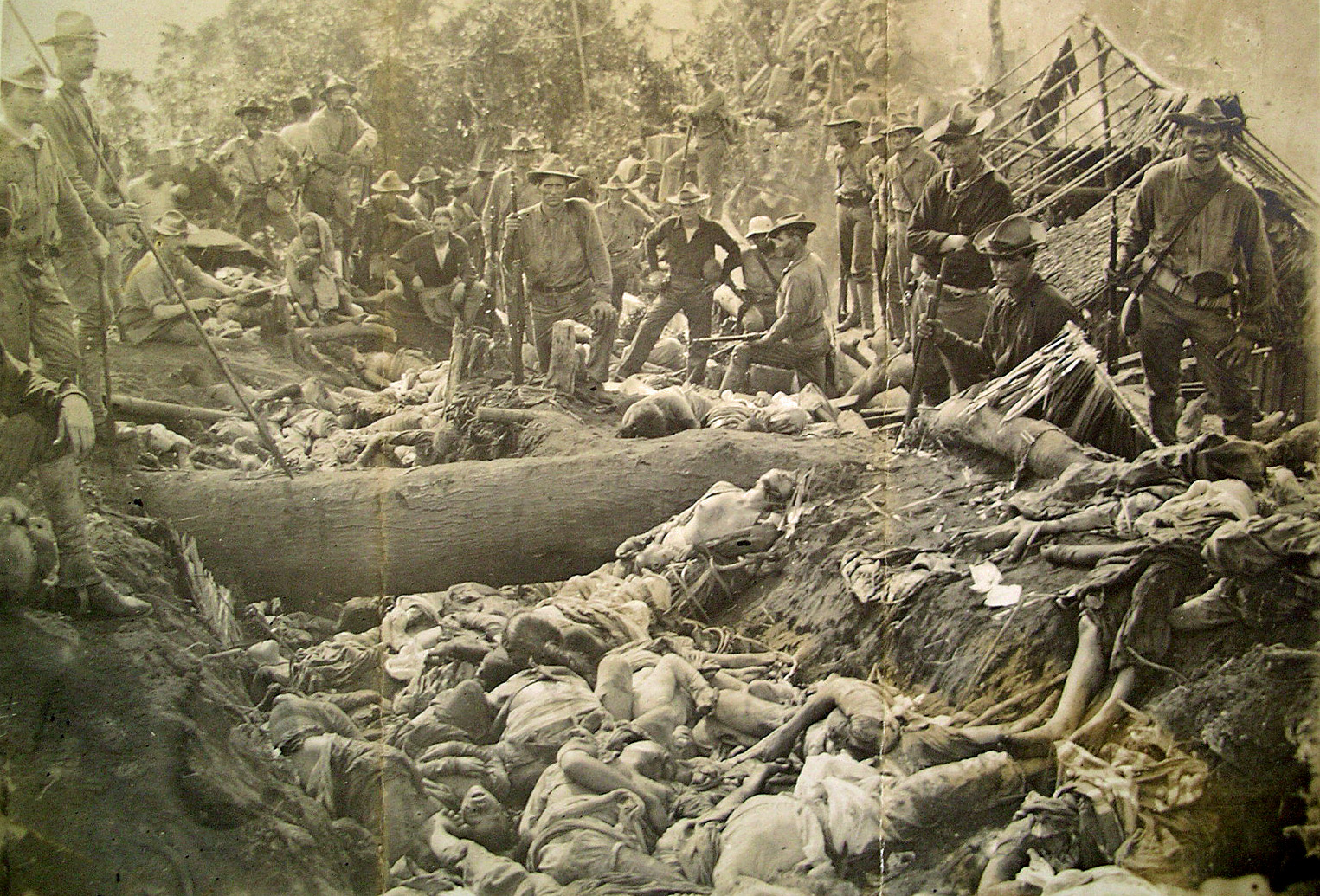
صورة تُظهر مجزرة حفرة مورو.

فيما يتعلق بالمجازر التي وقعت في باد داجو، روى الرائد هيو سكوت، حاكم مقاطعة سولو، حيث وقعت الحوادث، أن أولئك الذين فروا إلى الفوهة "أعلنوا أنهم لا يعتزمون القتال، وركضوا إلى هناك خائفين فقط، وزرعوا بعض المحاصيل ورغبوا في زراعتها". هناك نزاع على وصف الاشتباك بأنه "معركة" بسبب كل من القوة النارية الساحقة للمهاجمين والخسائر غير المتوازنة. كتب الكاتب فيك هيرلي: "لا يمكن وصف باد داجو بأي حال من الأحوال بـ"معركة". أدان مارك توين الحادثة بشدة في العديد من المقالات التي نشرها، وعلق قائلا: "بأي طريقة كانت معركة؟ ليس لها أي تشابه مع المعركة. قمنا بتنظيف عملنا الذي استغرق أربعة أيام وأكملناه بذبح هؤلاء الأشخاص الضعفاء."
نسبة مئوية أعلى من موروس قتلوا مقارنة بالحوادث الأخرى التي تعتبر مذابح الآن. على سبيل المثال، أعلى تقدير للأميركيين الأصليين الذين قتلوا في مذبحة الركبة المجروحة هو 300 من أصل 350، أي معدل وفاة 85 ٪، في حين أنه في باد داجو، كان هناك فقط ستة ناجين مورو من مجموعة تقدر بـ 1000 شخص، بمعدل وفاة أكثر من 99 ٪. كما هو الحال في الركبة الجريحة، ضمت مجموعة مورو النساء والأطفال. رجال مورو في الحفرة الذين كان لديهم أسلحة يمتلكون أسلحة المشاجرة في حين اقتصر القتال على العمل البري على جولو، ساهم استخدام النيران البحرية بشكل كبير في القوة النارية الساحقة التي تم حشدها ضد مورو. وخلال الاشتباك، هاجم 750 رجلا وضابطا، بقيادة العقيد ج. و. دنكان، الحفرة البركانية في باد داجو، التي كان يسكنها 800 إلى 1000 من سكان قرية تاوسوغ.

### قتل المدنيين
طوال الحرب، ارتكب الجيش الأمريكي العديد من جرائم الحرب، بما في ذلك استهداف المدنيين. أرسل الجنود الأمريكيون وشهود آخرون رسائل إلى الوطن وصفوا فيها بعض هذه الفظائع؛ على سبيل المثال، في تشرين الثاني (نوفمبر) 1901 ، كتب مراسل صحيفة فيلادلفيا ليدجر في مانيلا:
الحرب الحالية ليست اشتباكًا غير دموي، أوبرا منتفخة؛ لقد كان رجالنا بلا هوادة، وقتلوا لإبادة الرجال والنساء والأطفال والسجناء والأسرى والمتمردين النشطين والأشخاص المشتبه بهم من الفتيان في سن العاشرة ، وكانت الفكرة السائدة أن الفلبينيين على هذا النحو أفضل قليلاً من كلب ... كانت التقارير تلقت من الجنود العائدين من الفلبين أن الجنود الأمريكيين عند دخولهم القرية ينهبون كل منزل وكنيسة ويسلبون السكان من كل شيء ذي قيمة، بينما أولئك الذين يقتربون من خط المعركة ويلوحون بعلم الهدنة يطلقون النار عليهم. في عام 1899 ، نشرت الرابطة الأمريكية المناهضة للإمبريالية كتيبًا من الرسائل وثق الانتهاكات ضد المدنيين من قبل الجيش الأمريكي ومشاة البحرية. ذكرت رسالة من جندي من نيويورك: تم تسليم بلدة تيتاتيا لنا قبل أيام قليلة، وتحتلها شركتان. الليلة الماضية تم العثور على أحد أولادنا مصابا بطلق ناري ومعدته مفتوحة. تم تلقي أوامر على الفور من الجنرال ويتون لحرق المدينة وقتل كل مواطن في الأفق؛ الذي تم حتى النهاية. تم الإبلاغ عن مقتل حوالي 1000 رجل وامرأة وطفل. ربما أكون قاسي القلب، لأنني في مجدي عندما أستطيع رؤية بندقيتي على بعض البشرة الداكنة وسحب الزناد.
صرح العريف سام جيليس: ندخل الجميع إلى منزله بحلول الساعة السابعة مساءً، ونخبر الرجل مرة واحدة فقط. إذا رفض نطلق النار عليه. قتلنا أكثر من 300 مواطن في الليلة الأولى. حاولوا إشعال النار في البلدة. إذا أطلقوا رصاصة من المنزل، فإننا نحرق المنزل وكل منزل بالقرب منه، ونطلق النار على السكان الأصليين، لذا فهم هادئون في المدينة الآن.

### حملة سمر
خلال مسيرة عبر سمر، أمر العميد جاكوب سميث الميجور ليتلتون والر، قائد كتيبة من 315 من مشاة البحرية الأمريكية المخصصة لقوات سميث في سمر، بقتل جميع الأشخاص "القادرين على حمل السلاح في الأعمال العدائية الفعلية" سن العاشرة. تبع ذلك المذبحة الواسعة النطاق للمدنيين الفلبينيين بينما كانت الطوابير الأمريكية تسير عبر الجزيرة. تم قطع جميع المواد الغذائية وجميع التجارة إلى سمر، وحدث دمار واسع النطاق للمنازل والمحاصيل وحيوانات الجر، بهدف تجويع الثوار الفلبينيين والسكان المدنيين. استخدم سميث قواته في عمليات التمشيط الداخلية للبحث عن عصابات حرب العصابات واستخدمها أيضًا في محاولات للقبض على الجنرال الفلبيني فيسنتي لوكبان، لكنه لم يفعل شيئًا لمنع الاتصال بين المتمردين والسكان. في تقرير، ذكر والر أنه على مدار 11 يومًا، أحرق رجاله 255 منزلاً، وأطلقوا النار على 13 كارابا، وقتلوا 39 شخصًا. توصل بحث شامل أجراه كاتب بريطاني في التسعينيات إلى أن الرقم يصل إلى 2500 قتيل. تقدر بعض المصادر أن عدد القتلى يصل إلى 50000 قتيل، ولكن يُعتقد أن هذه التقديرات العالية نتجت عن أخطاء مطبعية وسوء قراءة للوثائق. نتيجة لطلبه في سمر، أصبح سميث معروفًا باسم "Howling Wilderness Smith". في مايو 1902، أدين سميث في محاكمته العسكرية في الولايات المتحدة ليس لارتكابه جريمة قتل أو جرائم حرب أخرى، ولكن بسبب "سلوك يمس بالنظام الجيد والانضباط العسكري". ووجدت المحكمة العسكرية أن سميث مذنب وحكمت عليه "بتوجيه اللوم له من قبل سلطة المراجعة".

### الحرب الكورية
نفذت القوات الجوية التابعة لقيادة الأمم المتحدة حملة قصف واسعة النطاق ضد كوريا الشمالية من عام 1950 إلى عام 1953 أثناء الحرب الكورية. كانت أول حملة قصف كبرى للقوات الجوية الأمريكية (USAF) منذ إنشائها في عام 1947 من القوات الجوية للجيش الأمريكي (USAAF). خلال الحملة، دمرت الأسلحة التقليدية مثل المتفجرات والقنابل الحارقة والنابالم جميع مدن وبلدات البلاد تقريبًا، بما في ذلك ما يقدر بنحو 85 بالمائة من مبانيها. خلال هذه الفترة، نفذت قاذفات B-29 التابعة للقوات الجوية الأمريكية للشرق الأقصى (FEAF) هجمات جوية ضخمة على مراكز النقل والمراكز الصناعية في كوريا الشمالية. بعد أن أثبتت التفوق الجوي قريبًا من خلال تدمير القوات الجوية التابعة للجيش الشعبي الكوري والجوية المضادة للطائرات في الجو وعلى الأرض، لم تواجه قاذفات القنابل الجوية أي مقاومة و «كانت السماء فوق كوريا الشمالية ساحة أمامية آمنة». خلال هذه الفترة، نفذت قاذفات B-29 التابعة للقوات الجوية الأمريكية للشرق الأقصى (FEAF) هجمات جوية ضخمة على مراكز النقل والمراكز الصناعية في كوريا الشمالية. بعد أن أثبتت التفوق الجوي قريبًا من خلال تدمير القوات الجوية التابعة للجيش الشعبي الكوري والجوية المضادة للطائرات في الجو وعلى الأرض، لم تواجه قاذفات القنابل الجوية أي مقاومة و «كانت السماء فوق كوريا الشمالية ساحة أمامية آمنة».
تمت الموافقة على أول هجوم بالقنابل على كوريا الشمالية في اليوم الرابع من الحرب، 29 يونيو 1950، من قبل الجنرال دوغلاس ماك آرثر فورًا بناءً على طلب من القائد العام للقوات المسلحة الإخبارية، جورج ستراتماير. سبق أمر ماك آرثر استلام أمر من الرئيس هاري ترومان لتوسيع العمليات الجوية في مناطق كوريا الشمالية، والذي صدر أيضًا في 29 يونيو ولكن لم يتم استلامه في طوكيو حتى 30 يونيو. في 5 نوفمبر 1950، أعطى الجنرال ستراتماير الأمر التالي للقائد العام للقوات الجوية الخامسة: «الطائرات التي تخضع لسيطرة القوات الجوية الخامسة ستدمر جميع الأهداف الأخرى بما في ذلك جميع المباني القادرة على توفير المأوى». في نفس اليوم، هاجمت 22 قاذفة من طراز B-29 مدينة كانجي ودمرت 75٪ من المدينة. في أعقاب هجوم كانجي، بدأت FEAF حملة إلقاء قنابل حارقة مكثفة أدت بسرعة إلى حرق العديد من المدن الكورية. دمرت حملة القصف تقريبا كل مبنى كبير في كوريا الشمالية. ذكر أعلى أسير حرب أمريكي في الحرب، اللواء الأمريكي ويليام ف. دين، أن غالبية المدن والقرى الكورية الشمالية التي رآها كانت إما أنقاض أو أرض قاحلة مغطاة بالثلوج. أُجبرت المصانع والمدارس والمستشفيات والمكاتب الحكومية في كوريا الشمالية على الانتقال تحت الأرض.
وعلق جنرال القوات الجوية الأمريكية كورتيس لوماي قائلاً: «لقد ذهبنا إلى هناك وخاضنا الحرب وفي النهاية أحرقنا كل بلدة في كوريا الشمالية على أي حال، بطريقة أو بأخرى، وبعضها في كوريا الجنوبية أيضًا.» كانت بيونغ يانغ، التي شهدت تدمير 75 في المائة من مساحتها، مدمرة لدرجة أنه تم وقف القصف حيث لم يعد هناك أي أهداف جديرة بالاهتمام. بحلول نهاية الحملة، واجهت القاذفات الأمريكية صعوبة في العثور على الأهداف وتم تحويلها إلى قصف جسور المشاة أو التخلص من قنابلها في البحر.
في مايو 1951، صرح فريق دولي لتقصي الحقائق من ألمانيا الشرقية، وألمانيا الغربية، والصين، وهولندا بأن «الأعضاء، طوال رحلتهم، لم يروا بلدة واحدة لم يتم تدميرها، وكان هناك الكثير قرى قليلة غير متضررة».
بعد انخفاض مستوى الأهداف الحضرية، دمرت القاذفات الأمريكية سدود الطاقة الكهرومائية والري في المراحل اللاحقة من الحرب، مما أدى إلى إغراق الأراضي الزراعية وتدمير المحاصيل. في 13 مايو 1953، هاجمت 20 طائرة من طراز F-84 من الجناح 58 قاذفة قنابل مقاتلة سد توكسان، مما أدى إلى حدوث فيضان دمر سبعمائة مبنى في بيونغ يانغ وآلاف الأفدنة من الأرز. في 15-16 مايو، هاجمت مجموعتان من طائرات F-84 سد شسان. جرف الفيضان الناجم عن تدمير سد توكسان 27 ميل (43 كـم) من وادي النهر. وأعقب الهجمات قصف سد كوونجا وسد نامسي وسد تايتشون. قصف هذه السدود الخمسة والفيضانات التي تلت ذلك هددت عدة ملايين من الكوريين الشماليين بالجوع؛ وفقًا لتشارلز ك. أرمسترونج، «المساعدة الطارئة فقط من الصين والاتحاد السوفيتي ودول اشتراكية أخرى حالت دون انتشار المجاعة على نطاق واسع».

### الحرب على فيتنام
كانت حرب فيتنام صراعًا في فيتنام ولاوس وكمبوديا من 1 نوفمبر 1955 حتى سقوط سايجون في 30 أبريل 1975. واستمرت ما كانت حرب فيتنام صراعًا في فيتنام ولاوس وكمبوديا من 1 نوفمبر 1955 إلى سقوط سايجون في 30 أبريل 1975. واستمرت ما يقرب من 20 عامًا، بمشاركة عسكرية أمريكية مباشرة. وخلال الحرب، أدين 95 من أفراد الجيش الأمريكي و27 من أفراد مشاة البحرية الأمريكية من قبل محكمة عسكرية بتهمة قتل أو قتل غير عمد لفيتناميين.:33

## الحرب على الإرهاب
الحرب العالمية ضد الإرهاب هي حملة عسكرية عالمية لمكافحة الإرهاب بدأتها الولايات المتحدة في أعقاب هجمات الحادي عشر من سبتمبر عام 2001، وهي أحدث صراع عالمي امتد إلى حروب متعددة. وقد زعم بعض الباحثين وعلماء السياسة أنها حلت محل الحرب الباردة.
وفقًا لمشروع تكاليف الحرب، أدت حروب الحملة التي أعقبت أحداث الحادي عشر من سبتمبر إلى نزوح 38 مليون شخص، وهو ثاني أكبر عدد من النزوح القسري في أي صراع منذ عام 1900، وتسببت في أكثر من 4.5 مليون حالة وفاة (مباشرة وغير مباشرة) في أفغانستان والعراق وليبيا والفلبين وباكستان والصومال وسوريا واليمن. كما يقدرون أنها كلفت وزارة الخزانة الأمريكية أكثر من 8 تريليون دولار.

### حرب أفغانستان
كانت الحرب في أفغانستان صراعًا مسلحًا وقع من عام 2001 إلى عام 2021. بدأت الحرب كرد فعل مباشر على هجمات 11 سبتمبر، عندما غزا تحالف عسكري دولي بقيادة الولايات المتحدة أفغانستان، وأعلن عملية الحرية الدائمة كجزء من الحرب المعلنة سابقًا على الإرهاب، وأطاح بإمارة طالبان الإسلامية، وأنشأ الجمهورية الإسلامية بعد ثلاث سنوات. طُردت طالبان وحلفاؤها من المراكز السكانية الرئيسية من قبل القوات التي تقودها الولايات المتحدة والتي تدعم التحالف الشمالي المناهض لطالبان؛ وفي الوقت نفسه، انتقل أسامة بن لادن إلى باكستان المجاورة. انتهى الصراع رسميًا بهجوم طالبان عام 2021، الذي أطاح بالجمهورية الإسلامية، وأعاد تأسيس الإمارة الإسلامية. كانت أطول حرب في التاريخ العسكري للولايات المتحدة، متجاوزة طول حرب فيتنام (1955-1975) بحوالي ستة أشهر. في أعقاب هجمات الحادي عشر من سبتمبر، طالب الرئيس جورج دبليو بوش حركة طالبان بتسليم زعيم تنظيم القاعدة أسامة بن لادن إلى الولايات المتحدة على الفور؛ ورفضت حركة طالبان القيام بذلك دون وجود دليل على تورط بن لادن. وبعد طرد حركة طالبان وحلفائها، بقيت قوات التحالف بقيادة الولايات المتحدة في أفغانستان، وشكلت بعثة أمنية (إيساف) - بموافقة الأمم المتحدة - بهدف إنشاء سلطة ديمقراطية جديدة في البلاد من شأنها أن تمنع طالبان من العودة إلى السلطة. تم تأسيس إدارة مؤقتة أفغانية جديدة، وبدأت جهود إعادة البناء الدولية.
بحلول عام 2003، أعادت حركة طالبان تنظيم نفسها تحت قيادة مؤسسها الملا عمر، وبدأت تمردًا واسع النطاق ضد الحكومة الأفغانية الجديدة وقوات التحالف. شن المتمردون من حركة طالبان وغيرها من الجماعات الإسلامية حربًا غير متكافئة، وقاتلوا بحرب العصابات في الريف، وهجمات انتحارية ضد أهداف حضرية، وانتقامًا من المتعاونين الأفغان المفترضين. بحلول عام 2007، استعادت حركة طالبان أجزاء كبيرة من أفغانستان. وردًا على ذلك، أرسلت قوات التحالف تدفقًا كبيرًا من القوات لعمليات مكافحة التمرد، مع استراتيجية "تطهير القرى والبلدات"؛ وبلغ هذا التدفق ذروته في عام 2011، عندما كان ما يقرب من 140 ألف جندي أجنبي يعملون تحت قيادة قوة المساعدة الأمنية الدولية في جميع أنحاء أفغانستان. أدت عملية سرية أمريكية في باكستان المجاورة إلى مقتل أسامة بن لادن في مايو 2011، وبدأ قادة حلف شمال الأطلسي في التخطيط لاستراتيجية الخروج من أفغانستان. في 28 ديسمبر 2014، أنهى حلف شمال الأطلسي رسميًا عمليات إيساف القتالية في أفغانستان ونقل رسميًا المسؤولية الأمنية الكاملة إلى الحكومة الأفغانية. وبسبب عدم تمكن قوات التحالف (وبشكل منفصل، الحكومة الأفغانية بقيادة أشرف غني) من القضاء على طالبان من خلال الوسائل العسكرية، لجأت إلى الدبلوماسية لإنهاء الصراع. بلغت هذه الجهود ذروتها في الاتفاق بين الولايات المتحدة وطالبان في فبراير 2020، والذي نص على انسحاب جميع القوات الأمريكية من أفغانستان بحلول عام 2021. وفي المقابل، تعهدت طالبان بمنع أي جماعة مسلحة من شن هجمات من الأراضي الأفغانية ضد الولايات المتحدة وحلفائها. ومع ذلك، لم تكن الحكومة الأفغانية طرفًا في الاتفاق ورفضت شروطه. وبالتزامن مع انسحاب القوات، شنت طالبان هجومًا واسع النطاق طوال صيف عام 2021، واستعادت بنجاح سيطرتها على أفغانستان، بما في ذلك العاصمة كابول في 15 أغسطس. وفي نفس اليوم، فر آخر رئيس للجمهورية الإسلامية، أشرف غني، من البلاد؛ وأعلنت طالبان النصر وانتهت الحرب رسميًا. وبحلول 30 أغسطس، غادرت آخر طائرة عسكرية أمريكية أفغانستان، منهيةً الوجود العسكري الذي طال أمده بقيادة الولايات المتحدة في البلاد.

### حرب العراق
في عام 2003، قادت الولايات المتحدة غزوًا مثيرًا للجدل للعراق، والذي استند إلى معلومات استخباراتية خاطئة تفيد بأن العراق يمتلك أسلحة دمار شامل وارتباطات بتنظيم القاعدة أثناء حكم البعث. بحلول عام 2007، بلغ عدد القوات الأمريكية في العراق ذروته عند 170 ألف جندي. في عام 2011، سحبت الولايات المتحدة معظم قواتها من العراق واحتفظت لاحقًا بـ 20 ألف موظف في سفارتها وقنصلياتها، بما في ذلك العشرات من حرس السفارة البحرية الأمريكية وحوالي 4500 متعاقد عسكري خاص. في حين كانت بعض القوات الأمريكية نشطة بالفعل في العراق لعدة أغراض منذ يونيو 2014، في 13 أغسطس، نشرت الولايات المتحدة 130 مستشارًا عسكريًا آخر في شمال العراق، وهبط ما يصل إلى 20 من مشاة البحرية الأمريكية وأفراد القوات الخاصة على جبل سنجار من طائرة CH-53E لتنسيق إجلاء اللاجئين اليزيديين. وكان فريق من القوات الخاصة البريطانية موجودًا بالفعل في المنطقة. في 3 سبتمبر، تم الإعلان عن زيادة قدرها 350 جنديًا لإرسالهم إلى بغداد، مما أدى إلى زيادة القوات الأمريكية في بغداد إلى 820، وزيادة القوات الأمريكية في العراق إلى 1213.
وفقًا لصحيفة نيويورك تايمز، بحلول 4 فبراير 2015، كان لدى الولايات المتحدة 4500 جندي في العراق. مع وصول إدارة ترامب الجديدة في يناير 2017، تم إدخال تغيير في السياسة فيما يتعلق بالكشف عن مستويات القوات الحالية وكذلك توقيت أي عمليات نشر إضافية في المنطقة، وبالتالي الوفاء بوعود حملته باستخدام "عنصر المفاجأة". اعتبارًا من أبريل 2017، وفقًا لصحيفة لوس أنجلوس تايمز، دون علم الكونجرس وعامة الناس، كان هناك نشران للقوات غير معلنين في شهر مارس: نشر 400 من مشاة البحرية الأمريكية في شمال سوريا و300 من المظليين التابعين للجيش الأمريكي في المنطقة المحيطة بالموصل. اعتبارًا من 2 أبريل 2017، يبلغ مستوى القوات الأمريكية الحالي، أو "مستوى إدارة القوة" - عدد القوات بدوام كامل المنتشرة، حاليًا حوالي 5200 في العراق و500 في سوريا، مع حوالي 1000 جندي إضافي هناك على أساس مؤقت. اعتبارًا من 2 يوليو 2018، لا تزال الولايات المتحدة تحتفظ بوجود عسكري يبلغ 5000 جندي متمركزين في العراق. أنهت الولايات المتحدة مهمتها القتالية في العراق في 9 ديسمبر 2021، تاركة 2500 جندي في البلاد للعمل كمدربين ومستشارين لقوات الأمن العراقية.

### ساحة النسور
وقعت مذبحة ساحة النسور في 16 سبتمبر 2007، عندما قام موظفو شركة بلاك ووتر للاستشارات الأمنية (الآن كونستليس)، وهي شركة عسكرية خاصة تعاقدت معها الحكومة الأمريكية لتوفير الخدمات الأمنية في العراق، بإطلاق النار على مدنيين عراقيين، مما أسفر عن مقتل 17 وإصابة 20 آخرين في ساحة النسور. بغداد، أثناء مرافقتها لقافلة تابعة للسفارة الأمريكية. وأثارت أعمال القتل غضب العراقيين وتوترت العلاقات بين العراق والولايات المتحدة. في عام 2014، تمت محاكمة وإدانة أربعة من موظفي بلاك ووتر في محكمة اتحادية أمريكية؛ واحدة بالقتل، والثلاثة الأخرى بتهم القتل غير العمد والأسلحة النارية؛ تم العفو عن المدانين الأربعة بشكل مثير للجدل من قبل الرئيس دونالد ترامب في ديسمبر 2020، في انتهاك للقانون الدولي.

## مذبحة ماي لاي (My Lai)
كانت مذبحة ماي لاي هي القتل الجماعي لـ 347 إلى 504 مواطنين أعزل في جنوب فيتنام، معظمهم من المدنيين، معظمهم من النساء والأطفال، على يد جنود أمريكيين من سرية سي من الكتيبة الأولى، فوج المشاة العشرين، اللواء الحادي عشر من فرقة المشاة الثالثة والعشرين (الأمريكية)، في 16 مارس 1968. تعرض بعض الضحايا للاغتصاب والضرب والتعذيب أو التشويه، وعُثر على بعض الجثث مشوهة. وقعت المذبحة في قريتي مي لاي ومي كي في قرية سون مي أثناء حرب فيتنام.

## عملية سبيدي إكسبريس (Speedy Express)
كانت عملية سبيدي إكسبريس عملية عسكرية مثيرة للجدل تهدف إلى تهدئة أجزاء كبيرة من دلتا ميكونج من ديسمبر 1968 إلى مايو 1969. زعم جيش الولايات المتحدة مقتل 10899 من جيش فيتنام الشعبي/الفيتكونغ في العملية، بينما قدر المفتش العام للجيش الأمريكي مقتل ما بين 5000 إلى 7000 مدني نتيجة للعملية. زعم روبرت كيلور من وكالة يونايتد برس إنترناشيونال أنه وفقًا لمستشاري التهدئة الأمريكيين في دلتا ميكونج أثناء العملية، انخرطت الفرقة في "قتل عشوائي" للمدنيين من خلال "الاستخدام العشوائي للقوة النارية الجماعية".

## برنامج فينيكس
تم تنسيق برنامج فينيكس من قبل وكالة المخابرات المركزية، وشارك فيه الفيتناميون الجنوبيون والولايات المتحدة وقوات الأمن المتحالفة الأخرى، بهدف تحديد وتدمير فيت كونغ (VC) من خلال التسلل والتعذيب والأسر ومكافحة الإرهاب والاستجواب والاغتيال. تعرض البرنامج لانتقادات شديدة، حيث وصفه المنتقدون بأنه "برنامج اغتيال مدني" وانتقدوا استخدام العملية للتعذيب.

## قوة النمر
قوة النمر هو اسم وحدة دورية استطلاعية بعيدة المدى تابعة للكتيبة الأولى (المحمولة جواً)، فوج المشاة 327، اللواء الأول (منفصل)، الفرقة المحمولة جواً 101، والتي قاتلت من نوفمبر 1965 إلى نوفمبر 1967. اكتسبت الوحدة سمعة سيئة بعد التحقيقات التي أجريت أثناء الحرب وبعد عقود من الزمان والتي كشفت عن جرائم حرب واسعة النطاق ضد المدنيين، والتي بلغ عددها المئات. وقد اتُهموا بالتعذيب الروتيني وإعدام أسرى الحرب والقتل العمد للمدنيين. وخلص محققو الجيش الأمريكي إلى أن العديد من جرائم الحرب المزعومة وقعت.

## وصلات خارجية
- Human Rights First; Command’s Responsibility: Detainee Deaths in U.S. Custody in Iraq and Afghanistan